# Eugenia brachythrix
Eugenia brachythrix är en myrtenväxtart som beskrevs av Ignatz Urban. Eugenia brachythrix ingår i släktet Eugenia och familjen myrtenväxter. IUCN kategoriserar arten globalt som sårbar. Inga underarter finns listade i Catalogue of Life.